# Аложа
Аложа (рос. Аложа) — річка в Росії, протікає в Жуковському районі Калузької області. Ліва притока річки Протви.

## Географія
Річка Аложа має виток біля села Буриново. Тече на південний захід через ліси. Вздовж течії річки розташовані села Буриново і Покров, села Тростьє і Щиглево. Аложа впадає в Протву навпроти села Іванівське. Гирло річки знаходиться за 46 км по лівому березі Протви. Довжина річки Аложа становить 25 км, площа водозбірного басейну — 188 км².
Система водного об'єкта: Протва → Ока → Волга → Каспійське море.
У верхів'ях в районі села Грибівка, де досить широко розливається, перетинає автотрасу 29К-012 «Білоусово — Серпухов».

## Дані водного реєстру
За даними державного водного реєстру Росії відноситься до Окского басейнового округу, водогосподарська ділянка річки — Протва від витоку до гирла, річковий підбасейн річки — Басейни притоків Оки до впадіння Мокші. Річковий басейн річки — Ока.
Код об'єкта в державному водному реєстрі — 09010100612110000022295.